# Dziesiątka (film)
Dziesiątka – amerykańska komedia romantyczna z 1979 roku.

## Fabuła
George Webber to kompozytor z sukcesami. Ma piękny dom, dobrych przyjaciół i czarującą, wrażliwą dziewczynę. Ale ma też 42 lata i przeżywa kryzys wieku średniego - nigdy nie spotkał dziewczyny, której dałby 10 punktów na 10. Pogłębia się to kiedy poznaje Jenny - kobietę, której daje 11/10. Jest pewnie jeden problem - pierwszy raz widzi ją na skrzyżowaniu w samochodzie obok, a ona ma na sobie... suknię ślubną.

## Obsada
- Dudley Moore - George Webber
- Julie Andrews - Samantha Taylor
- Bo Derek - Jenny Hanley
- Robert Webber - Hugh
- Dee Wallace - Mary Lewis
- Sam J. Jones - David Hanley
- Brian Dennehy - Donald
- Max Showalter - Reverend
- Rad Daly - Josh Taylor
- Nedra Volz - Pani Kissell
- James Noble - Dr Miles

i inni

## Nagrody i nominacje
Oscary za rok 1979
- Najlepsza muzyka - Henry Mancini (nominacja)
- Najlepsza piosenka - „It's Easy to Say”; muzyka: Henry Mancini, słowa: Robert Wells (nominacja)

Złote Globy 1979
- Najlepsza komedia lub musical (nominacja)
- Najlepsza muzyka - Henry Mancini (nominacja)
- Najlepszy aktor w komedii lub musicalu - Dudley Moore (nominacja)
- Najlepsza aktorka w komedii lub musicalu - Julie Andrews (nominacja)
- Najbardziej obiecująca nowa aktorka - Bo Derek (nominacja)